# نيد كوب
نيد كوب (بالإنجليزية: Ned Cobb)‏ هو ناشط أمريكي، ولد في 1885، وتوفي في 1973.